# EPB41L5
EPB41L5‏ (Erythrocyte membrane protein band 4.1 like 5) هوَ بروتين يُشَفر بواسطة جين EPB41L5 في الإنسان.